# Řády, vyznamenání a medaile Saúdské Arábie

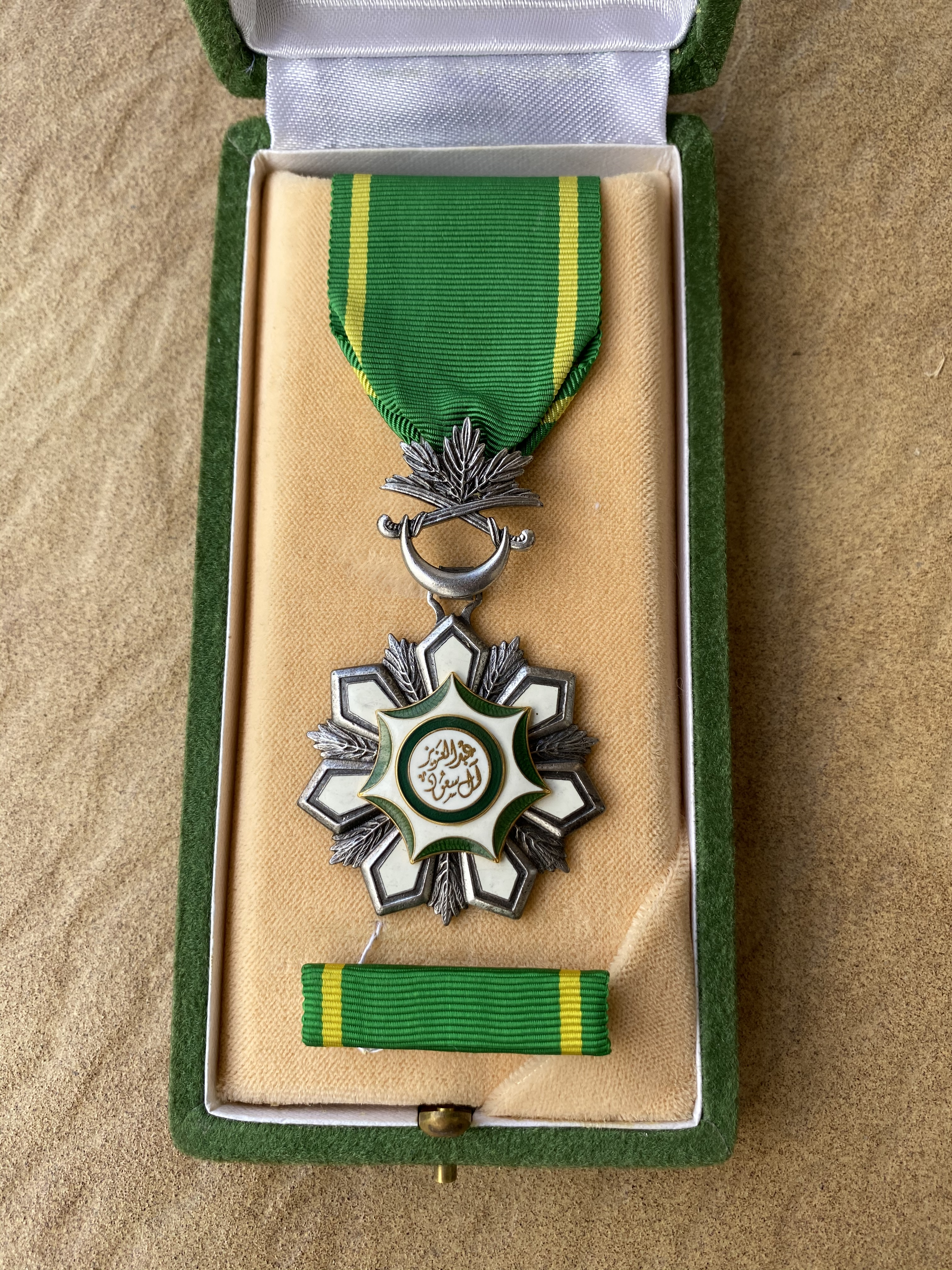
Řád krále Abd al-Azíze V. třídy

Systém státních vyznamenání Saúdské Arábie byl založen v roce 1969 za vlády saúdskoarabského krále Fajsala bin Abd al-Azíze. Vyznamenání jsou udílena cizincům, stejně jako občanům Saúdské Arábie, a to civilistům i vojákům. Nejvyššími vyznamenáními jsou Velký Badrův řetěz a Řetěz krále Abd al-Azíze.

## Historie
V období vlády krále Abd al-Azíze ibn Saúda bylo založeno pouze malé množství vyznamenání, která byla postupně od roku 1971 postupně nahrazována novými oceněními. Nosit insignie saúdskoarabských vyznamenání mohou pouze oceněné osoby, jejich dědicové k jejich nošení oprávněni nejsou. Pokud se vyznamenaní dopustí jednání, které je v rozporu s čestnými zásadami vyznamenání či se dopustí trestného činu, může být oceněnému vyznamenání odejmuto.

## Seznam vyznamenání

### Řády prvního stupně
Tato vyznamenání náleží vládnoucímu králi poté, co složí slib věrnosti zemi. Kromě toho jsou udílena výhradně nejvyšším představitelům cizích států.
- Velký Badrův řetěz (arabsky قلادة بدر العظمى‎)
- Řetěz krále Abd al-Azíze (arabsky قلادة الملك عبد العزيز‎)

### Řády druhého stupně
Tato vyznamenání jsou udílena pouze korunním princům, předsedům vlád či šéfům parlamentních orgánů.
- Šerpa krále Abd al-Azíze I. třídy (arabsky قوشاح الملك عبد العزيز‎)
- Šerpa krále Abd al-Azíze II. třídy (arabsky قوشاح الملك عبد العزيز‎)

### Řády třetího stupně
Tato vyznamenání jsou udílena jako uznání za významnou službu státu, za činy výjimečné morální hodnoty, či osobám za sebeobětování.
- pět tříd Řádu krále Abd al-Azíze (arabsky وسام الملك عبد العزيز‎)

### Řády čtvrtého stupně
- Řád krále Saúda (arabsky وسام الملك سعود‎) je udílen ve třech třídách. Udílen je za významnou službu státu, za zásluhy v oblasti soudnictví, ekonomiky a financí, svobodných povolání a těm, kteří vykonali ušlechtilý hrdinský čin.
- Řád krále Fajsala (arabsky وسام الملك فيصل‎) je udílen ve třech třídách. Udílen je za zásluhy ve službě islámu, v diplomatických službách či za vojenské či bezpečnostní zásluhy.
- Řád krále Chálida (arabsky وسام الملك خالد‎) je udílen ve třech třídách. Udílen je za přínos arabskému jazyku, národnímu dědictví, ochraně životního prostředí a rozvoji měst.
- Řád krále Fahda (arabsky وسام الملك فهد‎) je udílen ve třech třídách. Udílen je za úspěchy v oblasti vědy, umění, literatury, medicíny, vzdělávání, vědeckého výzkumu a udržitelného rozvoje, stejně jako za vynikající přínos sloužící arabské solidaritě, upevnění mezinárodní bezpečnosti a stability v oblasti národní bezpečnosti.
- Řád krále Abdulláha (arabsky وسام الملك عبدالله‎) je udílen ve třech třídách. Udílen je za významný přínos v humanitární oblasti, v oblasti sociálního rozvoje, arabské a islámské jednoty, stanovení zásad spravedlnosti a tolerance, za rozvoj technologií a komunikací, stejně jako za administrativní rozvoj.
- Řád krále Salmána (arabsky وسام الملك سلمان‎) je udílen ve třech třídách. Udílen je za přínos v oblasti národní, arabské či islámské historie, knihoven, rukopisů a historických dokumentů, stejně jako za přínos v oblasti médií a kultury, za rozvoj národního cestovního ruchu, stejně jako v oblasti charitativní a humanitární činnosti.

### Ostatní vyznamenání
- Medaile za zásluhy (arabsky ميدالية الإستحقاق‎) ve třech třídách
- Vojenská záslužná medaile (arabsky ميدالية تقدير عسكري‎) ve třech třídách
- Medaile vzdušného orla (arabsky ميدالية النسر الجوي‎) ve třech třídách
- Medaile námořních sil (arabsky ميدالية القوات البحرية‎) ve třech třídách
- Služební medaile Hajj (arabsky ميدالية الحرم‎) je udílena ve zvláštní třídě důstojníkům a v jiné třídě poddůstojníkům
- Medaile za osvobození Kuvajtu (arabsky ميدالية تحرير الكويت 1991 م‎)
- Medaile za velení (arabsky ميدالية القيادة‎)
- Medaile za statečnost (arabsky ميدالية الشجاعة‎)
- Bojová medaile (arabsky ميدالية القتال (المعركة)‎)
- Medaile cti (arabsky ميدالية الشرف‎)
- Medaile vojenského řízení (arabsky ميدالية الشرف‎)
- Bezpečnostní medaile (arabsky ميدالية الأمن‎)
- Medaile za záchranu (arabsky ميدالية الإنقاذ‎)
- Učitelská medaile (arabsky ميدالية المعلم‎)
- Medaile za výjimečnost (arabsky ميدالية الامتياز‎)
- Medaile za vynález (arabsky ميدالية الاختراع‎)
- Střelecká medaile (arabsky ميدالية الرماية‎)
- Medaile za vojenskou službu (arabsky ميدالية الخدمة العسكرية‎) může být udělena až s pěti služebními hvězdami
- Medaile Svaté mešity 1979 (arabsky ميدالية الحرم الشريف 1979 م‎)
- Medaile za cvičení na Island Crown 1984 (arabsky ميدالية تدريب تاج الجزيرة 1984 م‎)
- Medaile ke stoletému výročí (arabsky نوط الذكرى المئوية‎)
- Sportovní medaile (arabsky ميدالية الرياضة‎) již není udílena